# Żmija turecko-irańska
Żmija turecko-irańska (Montivipera wagneri) – jadowity gatunek węża z rodziny żmijowatych (Viperidae).

## Opis
Dorasta maksymalnie do 70–95 cm.

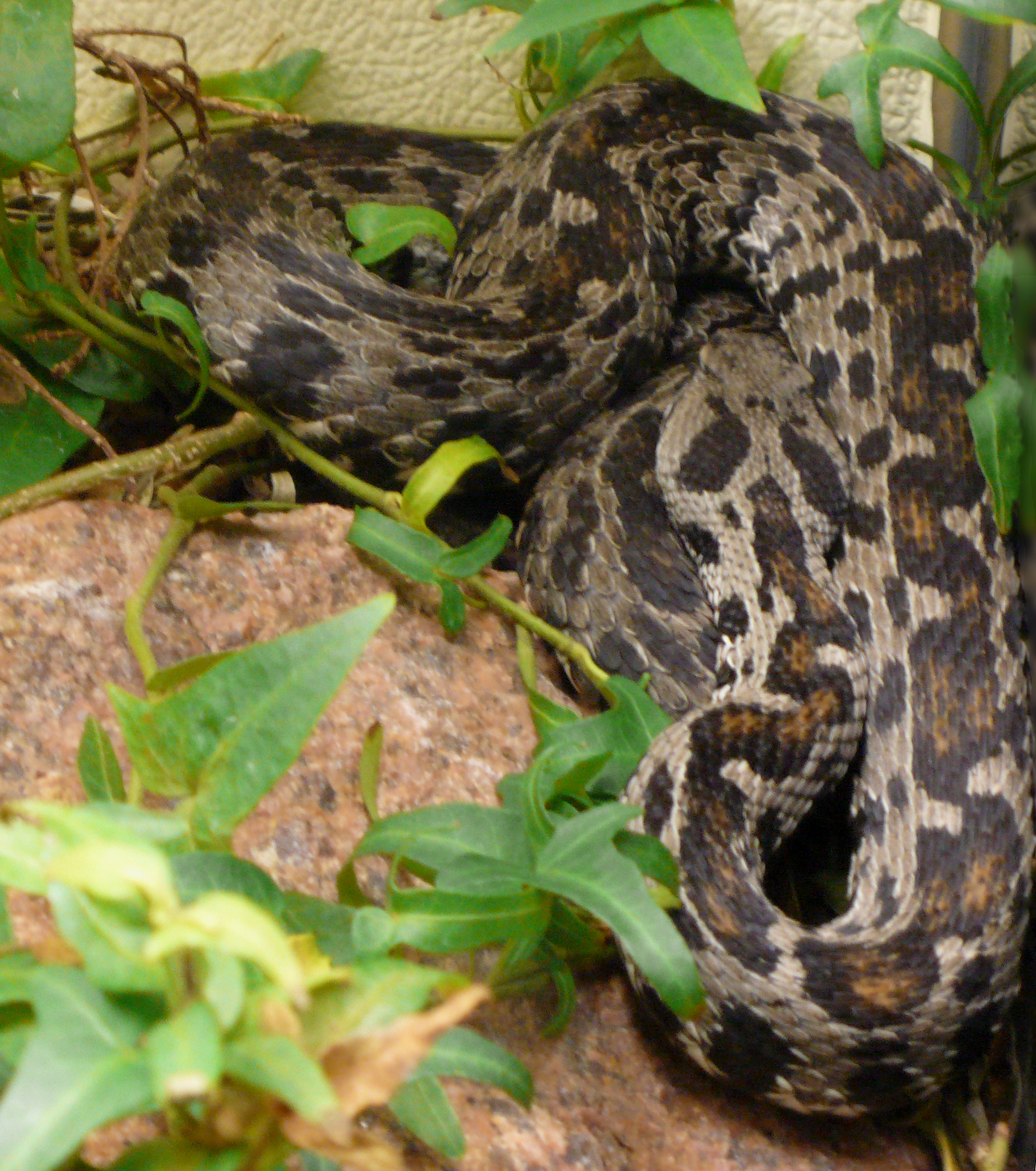

Głowa względnie duża, wydłużona i odróżniająca się od szyi. Pysk zaokrąglony, pokryty małymi łuskami. Oczy w szerokim kontakcie z łuskami nadoczodołowymi. Na szczycie głowy 6–7 łusek międzyoczodołowych. 12–13 podwargowych i 9 nadwargowych. Te drugie oddzielone od oka przez 1–2 rzędy łusek. Nozdrze ulokowane przy pojedynczej łusce nosowej.
Środkowa część ciała posiada 23 rzędy łusek grzbietowych, 2–3 łuski przedbrzuszne, 161–170 brzusznych. Odbytowa pojedyncza.
Wzór składa się z rzadko połączonych plamek i cętek biegnących od tyłu głowy do ogona na szarym tle. Plamki te zabarwione są na jasnobrązowo do żółtobrązowego i pomarańczowego z czarną obwódką. Pojedyncza plamka rozpościera się na 4–8,5 łuski.
Na szczycie głowy znajdują się zwykle 2 czarne wydłużone plamy, tworzące literę V bez miejsca połączenia odcinków. Od kącika oka do kąta ust biegnie czarny prążek.

## Występowanie
Góry wschodniej Turcji i przyległy północno-zachodni Iran. Lokalizacja typowa: „sąsiedztwo jeziora Urmia” (prowincja Azerbejdżan Zachodni w północno-zachodnim Iranie). Według danych IUCN (2008) występuje już tylko w Turcji.

## Siedlisko
Występuje na wysokości od 1600 do 1900 metrów n.p.m. na terenach skalistych i trawiastych.

## Status
IUCN klasyfikuje gatunek jako krytycznie zagrożony (critically endangered). Spadek liczebności oszacowano na ponad 80% w ciągu 3 pokoleń (18 lat). Gatunek zagrożony jest z powodu łapania tych węży, by sprzedawać je jako zwierzęta domowe. Zagraża mu także budowa kompleksu zapór wodnych na rzece Araks.
Szacuje się, że całkowita liczebność osobników dojrzałych jest mniejsza niż 2500.